# Karl Schlechta (Philosoph)
Karl Anna Schlechta (* 23. Januar 1904 in Wien; † 19. Februar 1985 in Modau, Stadtteil von Ober-Ramstadt, Deutschland; Pseudonym: Franz Zöchbauer) war ein österreichisch-deutscher Autor, Hochschullehrer und Nietzsche-Forscher. 

## Leben
Schlechta war seit Anfang der 1930er Jahre als Mitarbeiter im Nietzsche-Archiv in Weimar tätig und kannte dessen Begründerin und Leiterin Elisabeth Förster-Nietzsche noch persönlich. Er trat am 1. Mai 1933 der NSDAP bei (Mitgliedsnummer 2.292.735). Vorübergehend war er als Blockleiter der NSDAP tätig. Die Gaugeschäftstelle Weimar notiert: „Er [Schlechta] bejaht den nat.-soz. Staat und kann als politisch einwandfrei bezeichnet werden“ (Personalakte Karl Schlechta (UAJ D 2528)). 1938 wurde er deutscher Staatsbürger. Nachdem er sich im selben Jahr mit Goethe in seinem Verhältnis zu Aristoteles habilitiert hatte, arbeitete er als Privatdozent in Jena, dann als Kulturreferent der Stadt Frankfurt am Main, und wurde zum außerordentlichen Professor ernannt. 1940 veröffentlichte er ein Buch über Erasmus von Rotterdam mit Gedanken über Recht und Unrecht und das Leben in den Spannungen einer kriegerischen Wirklichkeit.
Karl Schlechta verließ das Nietzsche-Archiv 1939. In seiner Zeit im Archiv waren ihm die Fälschungen der 1935 verstorbenen Förster-Nietzsche, vor allem an den Briefen ihres Bruders, bekannt geworden. 
Nach dem Zweiten Weltkrieg lebte Schlechta in Hessen und war zunächst ab 1946 Professor in Mainz. 1949 wurde er als Nachfolger von Matthias Meier an die TH Darmstadt berufen. 1951 wurde er dann Ordinarius und Direktor des Instituts für Philosophie, Pädagogik und Psychologie an der Technischen Hochschule Darmstadt. Während seiner Tätigkeit in Darmstadt war Schlechta Inspirator für die „Darmstädter Gespräche“ in den sechziger Jahren, zu Themen wie „Wissenschaft“, „Angst“ und „Zukunft“. Ein Artikel und ein Radiovortrag Karl Schlechtas mit dem Titel Worte ins Ungewisse beleuchten die Geistesgeschichte dieser Jahre.
Seine in den 1950ern zusammengestellte Nietzsche-Ausgabe löste zunächst die Ausgaben des Archivs weitestgehend ab. Der „philologische Nachbericht“ im dritten Band dieser Ausgabe und die Berichterstattung darüber (u. a. Titelgeschichte im Spiegel) machten die verfälschenden Tätigkeiten des Nietzsche-Archivs erstmals einer breiten Öffentlichkeit bekannt und lösten eine größere Diskussion aus. Karl Löwith kritisierte die Ausgabe für übertriebene philologische Exaktheit, welche Zusammenhänge in Nietzsches Denken auflöse; umgekehrt griff etwa Erich F. Podach die Ausgabe wegen weiterhin bestehender philologischer Mängel an und warf Schlechta vor, sich damit auch von eigener Mitverantwortung reinwaschen zu wollen. Tatsächlich enthält auch Schlechtas Edition den Nachlass nur in einer Auswahl, die zudem anders als angegeben nicht chronologisch geordnet ist. Erst Mazzino Montinari und Giorgio Colli veröffentlichten den Nachlass vollständig.
Erinnerungen an die Zeit nach dem Ersten Weltkrieg hat Karl Schlechta unter dem Pseudonym „Franz Zöchbauer“ veröffentlicht.

## Werke
- Nietzsche-Chronik. Daten zu Leben u. Werk, zusammengestellt von Karl Schlechta. München, Wien: Hanser, 1975.
- Nietzsche-Index zu den Werken in drei Bänden. München: Hanser, 1965.
- Friedrich Nietzsche: Von den verborgenen Anfängen seines Philosophierens / Karl Schlechta ; Anni Anders. Stuttgart; Bad  Cannstatt: Frommann, 1962.
- Friedrich Nietzsches Werke in drei Bänden, hrsg. von Karl Schlechta. München: Hanser, 1959 („Schlechta-Ausgabe“).
- Der Fall Nietzsche: Aufsätze u. Vorträge. München : Hanser, 1958.
- Der Traum von gestern: Roman / unter Pseudonym: Franz Zöchbauer. München: Kösel, 1956.
- Nietzsches grosser Mittag. Frankfurt am Main: Klostermann, 1954.
- Goethes Wilhelm Meister. Frankfurt a. M.: Klostermann, 1953.
- Wegsteine und Bildstöcke: Roman / Franz Zöchbauer. Freiburg im Breisgau: Klemm, 1951.
- Der junge Nietzsche und das klassische Altertum. Mainz: Kupferberg, 1948.
- Neuerer Humanismus in Deutschland. Mainz: Kupferberg, 1948.
- Erasmus von Rotterdam. Hamburg: Hoffmann u. Campe, 1940.
- Goethe in seinem Verhältnis zu Aristoteles. Ein Versuch. Habilitation. Frankfurt am Main: Klostermann, 1938.